# Flinke Namen

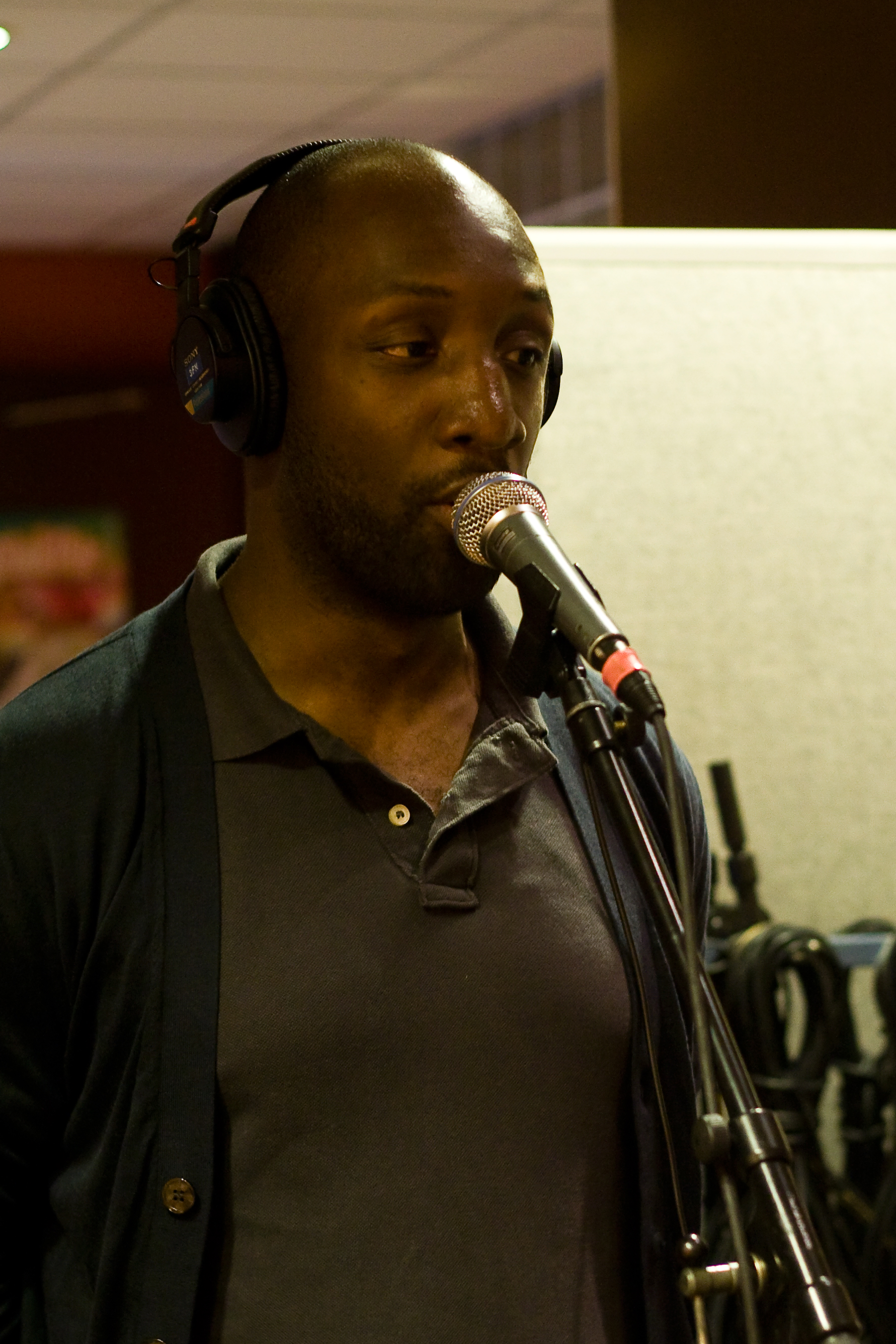
Murth The Man-O-Script

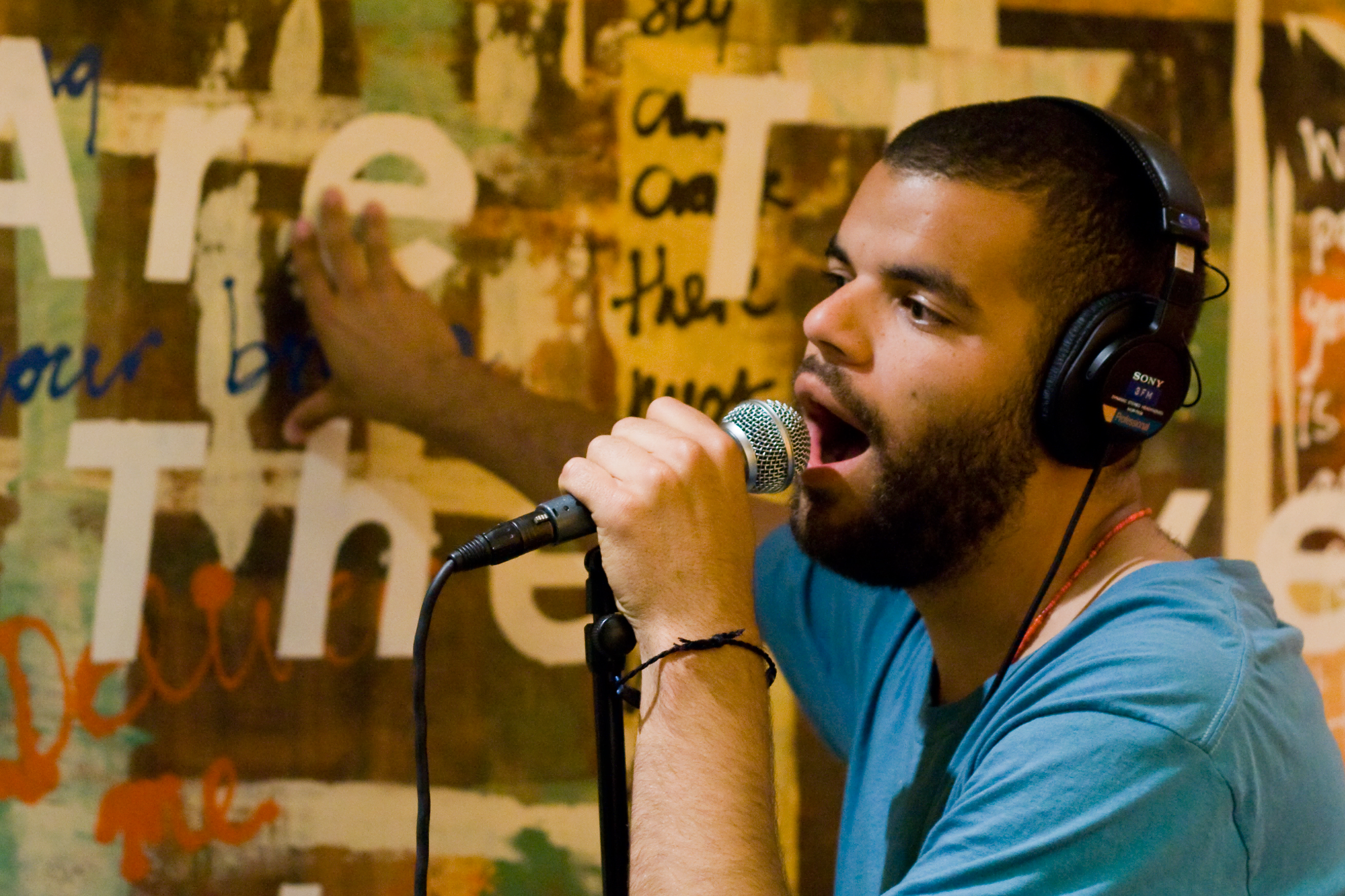
Sef

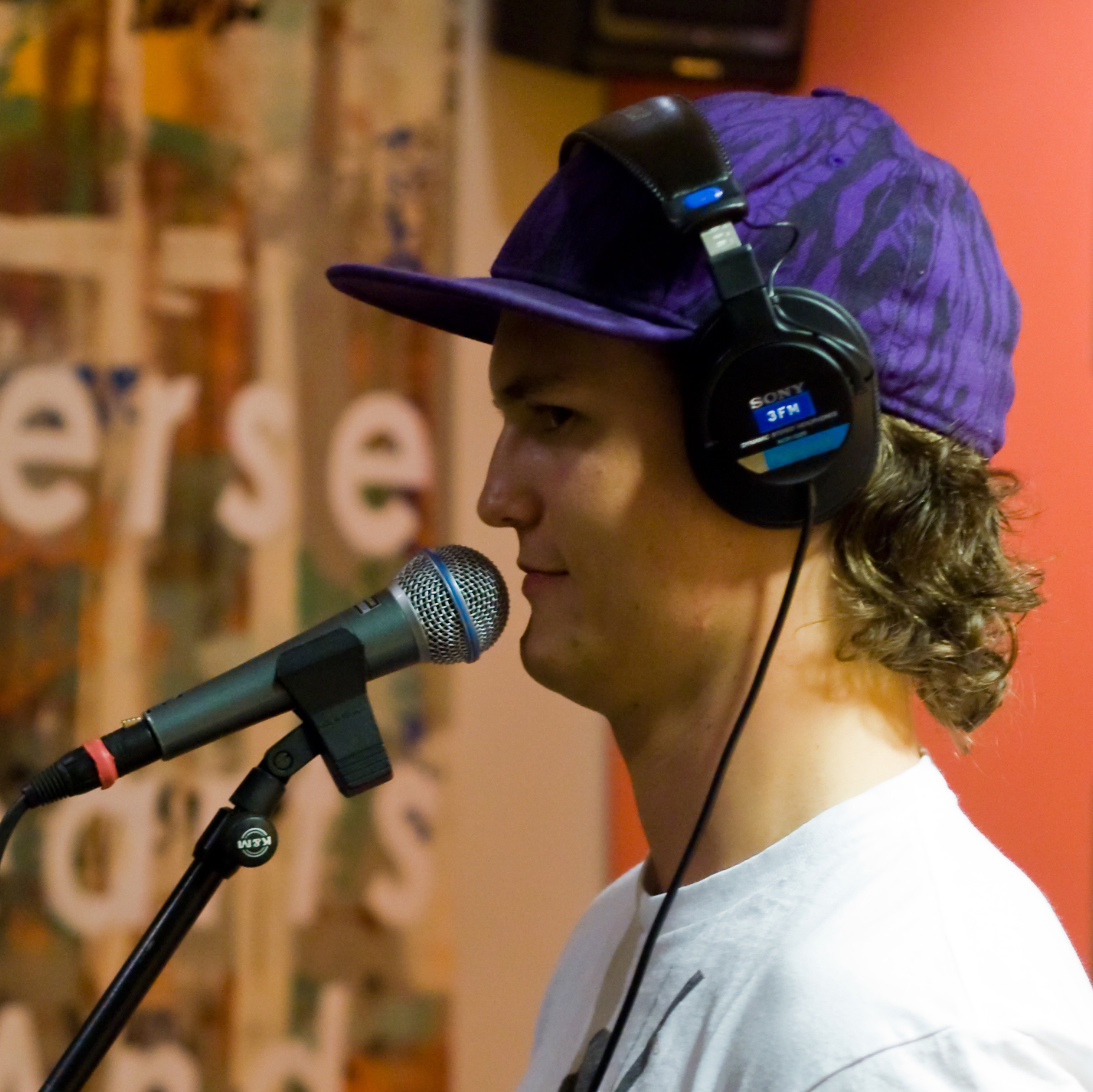
The Flexican

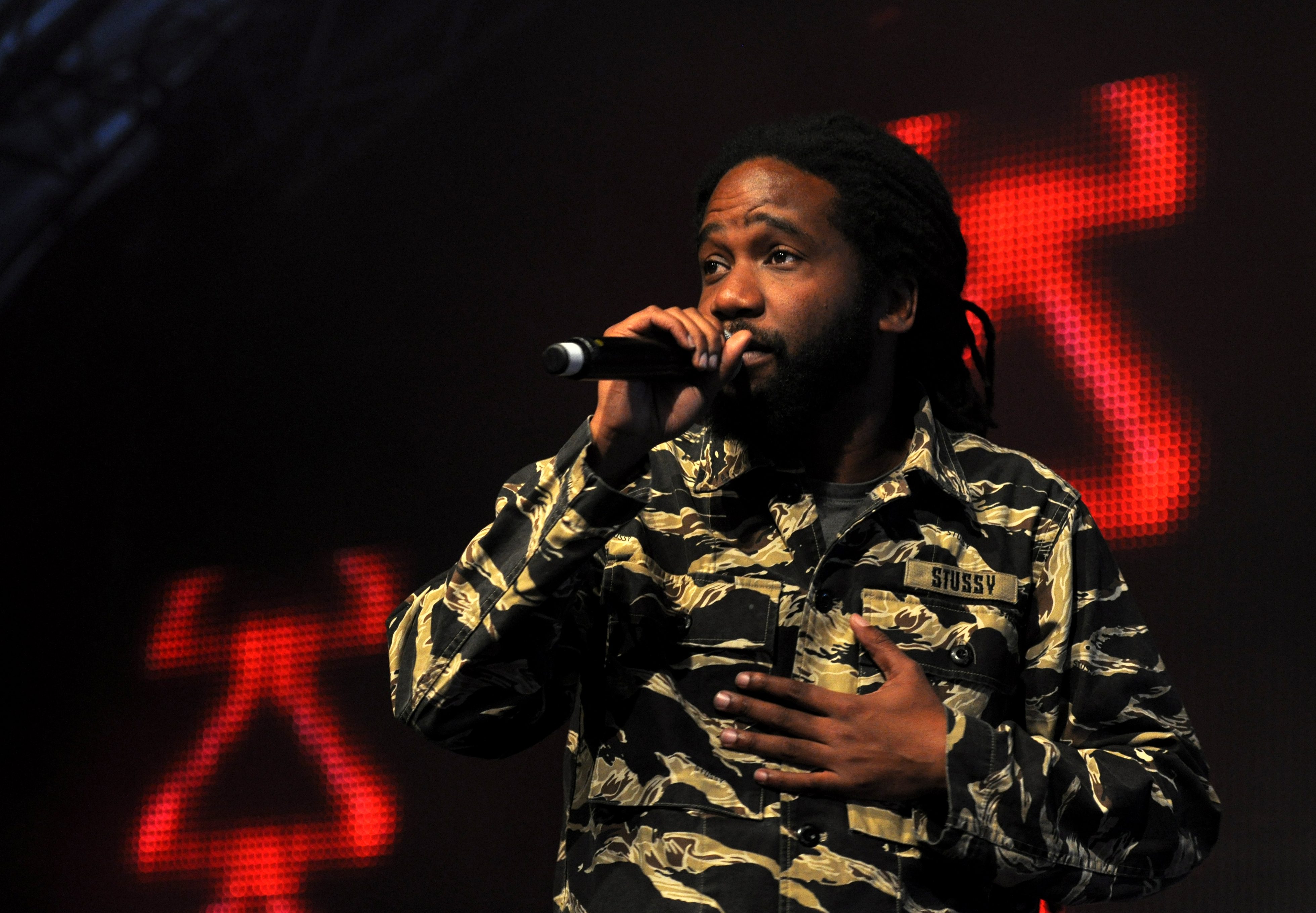
MC Fit

De Flinke Namen was een Nederlandse rapformatie die bestond uit de rappers Sef, Fit, Murth en dj The Flexican.

## Biografie

### Opkomst
De Flinke Namen was een groep rappers uit Amsterdam. In 2004 is de groep opgezet door de buurjongens Sef en The Flexican. Sef kende de rapper Fit van toneel, dus werd die ook lid van De Flinke Namen. In 2004 maakte ze hun debuut op het verzamelalbum Scarfaced, met de track Pelikanen. Later, in 2005, kwam de rapper Murth ook bij de groep. In datzelfde jaar deden ze mee met de Grote Prijs van Nederland, maar wonnen niet. Ook stonden ze in dat jaar op het verzamelalbum KINGS. In 2007 stonden ze op het verzamelalbum HRMNNH Kung Fu Hossel en werden ze in 2007 genomineerd voor een Gouden Greep in de categorie Belofte 2008.
In 2007 kwamen ze ook in aanraking met het Label Top Notch, en stonden ze ook op de Mixtape van Top Notch: Top Notch Mixtape (Bootleg).

### Top Notch
Flinke Namen verkreeg vanaf 2008 nationale bekendheid door hun mixtape Op Volle Toeren, die genomineerd werd voor een State Award in de categorie Beste Mixtape. De groep ging samenwerken met onder andere The Opposites en Dio. The Flexican werkte in deze tijd al aan verschillende nummers voor artiesten van het muzieklabel Top Notch. Mede dankzij zijn producties kwam de groep in aanraking met het label en tekende ze in 2008 een platencontract bij dit label.
Hun eerste album, Superstuntwerk, werd uitgebracht op 19 juni 2009. Daarvoor bracht de groep de mixtape Kunst & Vliegwerk uit, die als Bonus Disc bij het muziekalbum werd toegevoegd. Hun eerste single, Als Zij Langs Loopt, behaalde posities in de Single Top 40, Xcharts en werd een 3FM-megahit. Met hun tweede single, Wolken, werden ze genomineerd voor Beste Videoclip bij de State Awards.

## Prijzen en nominaties
| Jaar | Prijs             | Categorie         | Muziek                                  |        |
| ---- | ----------------- | ----------------- | --------------------------------------- | ------ |
| 2007 | Gouden Greep      | Belofte 2008      |                                         | Nom    |
| 2008 | State Awards 2008 | Beste Mixtape     | Op Volle Toeren met Dio & The Opposites | Nom    |
| 2009 | State Awards 2009 | Beste Groep       |                                         | Nom    |
| 2009 | State Awards 2009 | Beste Clip        | Wolken                                  | Nom    |
| 2009 | State Awards 2009 | Beste Mixtape     | Kunst & Vliegwerk                       | Nom    |
| 2009 | 3VOOR12 Awards    | Song van het jaar | Als Zij Langs Loopt                     | Nr. 73 |
| 2010 | State Awards 2010 | Beste Groep       |                                         | Nom    |
| 2010 | State Awards 2010 | Beste Live Act    |                                         | Nom    |
| 2010 | 3VOOR12 Awards    | Song van het jaar | Wolken                                  | Nr. 33 |

## Discografie
| Jaar | Album                            | Mixtape                                      | Label     |
| ---- | -------------------------------- | -------------------------------------------- | --------- |
| 2008 |                                  | Op Volle Toeren: Mixtape met Opposites & Dio | Top Notch |
| 2009 | Superstuntwerk + Limited Edition | Kunst & Vliegwerk                            | Top Notch |

### Hitnoteringen
- Albums

| Album met eventuele hitnotering(en) in de Nederlandse Album Top 100 | Datum van verschijnen | Datum van binnenkomst | Hoogste positie | Aantal weken | Opmerkingen |
| ------------------------------------------------------------------- | --------------------- | --------------------- | --------------- | ------------ | ----------- |
| Superstuntwerk                                                      | 19-06-2009            | 27-06-2009            | 38              | 3            |             |

- Singles

| Single met eventuele hitnotering(en) in de Nederlandse Top 40 | Datum van verschijnen | Datum van binnenkomst | Hoogste positie | Aantal weken | Opmerkingen |
| ------------------------------------------------------------- | --------------------- | --------------------- | --------------- | ------------ | ----------- |
| Als zij langs loopt                                           | 2009                  | 27-06-2009            | 19              | 8            |             |
| Wolken                                                        | 2009                  | 21-11-2009            | tip2            | -            |             |

### Gastoptredens
- Studio-albums

| Jaar | Nummer                                         | Nummer                | Album                 | Album         |
| Jaar | Naam                                           | met                   | Naam                  | Album Artiest |
| ---- | ---------------------------------------------- | --------------------- | --------------------- | ------------- |
| 2009 | -Boombox op Duizend -Hackemdoordemidde (Remix) |                       | Boombox op Duizend EP | Dj Promo      |
| 2009 | Met Jou (FS Green Remix)                       | Collaborhate Remix EP | SirOJ & FS Green      |               |

- Videoclips

| Jaar | Naam                     | Regie              | Album          |
| ---- | ------------------------ | ------------------ | -------------- |
| 2006 | Niet Om Arrogant Te Doen |                    |                |
| 2007 | Lichaamstaal             |                    |                |
| 2009 | Als Zij Langs Loopt      | Opslaan Als        | Superstuntwerk |
| 2009 | Wolken                   | Habbekrats Reclame | Superstuntwerk |
| 2010 | Flexican Beat            | Paul Geusebroek    | Superstuntwerk |